# Wagner Lamounier
Wagner Lamounier est un chanteur, guitariste et économiste brésilien, membre fondateur du groupe de heavy metal Sepultura en 1984, et chanteur et guitariste du groupe Sarcofago de 1985 à 2000. Bien qu'il n'y ait aucun enregistrement officiel de Sepultura avec Lamounier au chant, celui-ci a fortement contribué au premier EP du groupe Bestial Devastation, notamment sur les paroles du morceau Antichrist.
Après Sarcofago, Wagner Lamounier devint professeur de sciences économiques.
Au sein des deux groupes, il était connu sous le surnom d'"Antichrist".